# Football (hebdomadaire)
Pour les articles homonymes, voir Football (homonymie).
Football  était un hebdomadaire français consacré exclusivement au football. Il fut édité à Paris du 5 décembre 1929 au 15 juin 1944. Son créateur et rédacteur en chef était Marcel Rossini, aussi ce titre a hérité du surnom de « Football de Rossini ».
Les meilleures plumes sportives collaborèrent à ce titre tels Gabriel Hanot, Emmanuel Gambardella ou Lucien Gamblin.
Jusqu'au début des années 1930, son slogan était : « Le seul hebdomadaire français exclusivement consacré au football ». Du milieu des années 1930 au début de la guerre, Football affichait fièrement en exergue : « Le plus fort tirage des hebdomadaires de football du monde entier ».
Football accompagna quelques événements importants comme la première édition de la Coupe du monde en 1930, le passage au statut professionnel en France en 1932 et la Coupe du monde jouée dans l'Hexagone en 1938. La première journée du championnat professionnel est couverte par le no 144 du jeudi 15 septembre 1932 avec en titre : « Nos pros ont reçu le baptême du feu ».
Les deux ou trois dernières pages (selon l'actualité) de l'hebdomadaire étaient des publications officielles de la Fédération française de football, sous le titre « France Football, organe officiel de la Fédération française de football association ». Les rapports des commissions, les sanctions, les mutations et même les rapports des conseils des ligues régionales y étaient publiés.
La publication ne s'arrêta pas pendant la Seconde Guerre mondiale, mais sa pagination fut divisée par trois en passant de 12 à 4 pages. La publication marquait une courte pause durant la trêve estivale, du 15 juin au 15 juillet de 1941 à 1944. Ainsi, le dernier numéro (no 634) de Football fut publié le 15 juin 1944 avec en titre « La pièce est jouée!... » pour saluer le titre de champion de France fédéral de Lens-Artois et peut-être faire un clin d'œil aux troupes alliées débarquées quelques jours plus tôt en Normandie.
Football éditait chaque année un guide de présentation de la saison sous forme de petit livret : l'Almanach de Football.
La Bibliothèque nationale de France et la Fédération française de football possèdent des collections de cette publication.
Après la Libération, Marcel Rossini lança un autre hebdomadaire de football : Football hebdo, dont le premier numéro parut le 8 décembre 1948. Mais, sans doute en raison de la concurrence de France football, qui avait vu le jour en 1946, le magazine disparut le 21 juin 1949 après avoir fait paraître seulement 29 numéros.